# Chacao
San Antonio de Chacao ist eine Stadt in der Región de los Lagos im Süden des südamerikanischen Anden-Staates Chile und liegt auf Chiloé der zweitgrößten Insel des Landes. Der Kanal von Chacao ist eine Meerenge, welche die Insel Chiloé vom Festland trennt.

## Geschichte
Die Stadt wurde wie Castro am 12. Februar 1567 von Martín Ruiz de Gamboa als Hafenstadt gegründet. Am 28. Februar 1558 kam Alonso de Ercilla y Zúñiga an den Ort, an dem heute Chacao liegt, und schrieb das berühmte literarische Werk La Araucana, in welchem er über seine Durchquerung des Chacao-Kanals berichtet.
Chacao wurde von den Spaniern selbst zerstört, um Ancud zu gründen, danach folgte der Wiederaufbau. Im Jahre 1710 wurde die Kirche von Chacao errichtet. Am Ende des 19. Jahrhunderts organisierte der Deutsche Sommermier den Bau des neuen Chacaos. Seinen Namen trägt die heutige Hauptstraße der Stadt.

## Heute
Chacao ist das Eingangstor der Provinz und die Bevölkerung feiert jedes Jahr ein traditionelles spanisches Chiloes-Fest (Fiesta costumbrista hispano chilota de Chacao). Die Einwohner Chacaos sagen von sich selbst, dass sie „Chilotes“ und nicht Chilener sind.
Die seit 2018 im Bau befindliche Puente de Chacao soll die Insel mit dem Festland verbinden und bis 2028 fertiggestellt sein.
Eine 220 kV-Hochspannungsleitung überquert den Kanal von Chacao mit einem 2682 Meter hohen Spannfeld auf je zwei 179 Meter hohen Masten.